# Florian Crusius
Florian Crusius (* 28. August 1986 in Friedrichroda) ist ein deutscher Ringer.
Crusius ringt für den RSV Hansa Frankfurt/Oder (in der Kampfgemeinschaft mit Eisenhüttenstadt) im griechisch-römischen Stil in der Gewichtsklasse bis 60 kg bei einer Körpergröße von 1,66 Meter.
Als Kadett startete Crusius 2002 und 2003 bei den Europameisterschaften in der Klasse bis 50 kg. 2002 wurde er 18., ein Jahr später 8. beim Turnier in Rostow am Don.
2005 und 2006 ging Florian Crusius bei den Junioren-Europameisterschaften an den Start und belegte den 7. und 5. Rang. 2006 startete er in Guatemala-Stadt für Deutschland bei den Junioren-Weltmeisterschaften, wo er nach einer Niederlage gegen Luis Lazo aus Ecuador den 18. Rang belegte.
2007 startete er einundzwanzigjährig erstmals international bei den Senioren. Bei den Weltmeisterschaften im chinesischen Guangzhou erreichte Crusius nach einem Sieg über den Finnen Ville Käki und einer Niederlage gegen Kristijan Fris aus Serbien den 21. Platz.
Obwohl er bei den deutschen Meisterschaften im März nur Rang 2 belegt hatte, wurde Crusius für die EM im finnischen Tampere nominiert. In der Klasse bis 55 kg startend, verlor er jedoch gegen Juri Kowal aus der Ukraine und belegte Rang 15.

## Deutsche Meisterschaften
- 2006, 1. Platz, GR in Kirrlach, bis 55 kg, vor Dennis Nowka, 1. Luckenwalder SC
- 2007, 3. Platz, GR in Konstanz, bis 55 kg, hinter Sergiy Skrypa, KSK Neuss und Dennis Nowka
- 2008, 2. Platz, GR in Bonn, bis 55 kg, hinter Dustin Scherf, KFC Leipzig

| Personendaten    | Personendaten    |
| ---------------- | ---------------- |
| NAME             | Crusius, Florian |
| KURZBESCHREIBUNG | deutscher Ringer |
| GEBURTSDATUM     | 28. August 1986  |
| GEBURTSORT       | Friedrichroda    |